# Euphyia doliopis
Euphyia doliopis är en fjärilsart som beskrevs av Edward Meyrick 1891. Euphyia doliopis ingår i släktet Euphyia och familjen mätare. Inga underarter finns listade i Catalogue of Life.